# Амет-Хан, Султан
Султа́н Амет-Хан (крымскотат. Amethan Sultan / احمدخان سلطان, при рождении — 20 октября 1920, Алупка, Правительство Юга России — 1 февраля 1971, Московская область) — советский военный лётчик-ас, участник Великой Отечественной войны, дважды Герой Советского Союза (1943, 1945). Член ВКП(б) с 1942 года.
Выпускник 1-й Качинской военной авиационной школы в годы Великой Отечественной войны прошёл путь от лётчика до командира эскадрильи 9-го гвардейского истребительного авиационного полка. 31 мая 1942 года совершил под Ярославлем свой первый воздушный таран немецкого бомбардировщика «Юнкерс-88». Участвовал в Сталинградской битве, в ходе которой зарекомендовал себя асом. Последний свой воздушный бой провёл 29 апреля 1945 года над находящимся в черте Берлина аэродромом «Темпельхоф», сбив «Фокке-Вульф 190» (30-я одиночная воздушная победа, 49-я вместе с групповыми).
После войны — лётчик-испытатель Лётно-исследовательского института в Жуковском, подполковник (1946), заслуженный лётчик-испытатель СССР (1961), лауреат Сталинской премии (1953). За время лётной работы он освоил около 100 типов летательных аппаратов, его налёт составил 4237 часов. Погиб при испытании самолёта 1 февраля 1971 года.

## Биография
Родился 20 октября 1920 года в местечке Алупка Дерекойской волости Ялтинского уезда Таврической губернии в семье рабочего. Отец — лакец (родом из аула Цовкра-1 в Дагестане) Султан Амет-хан, мать — крымская татарка Насибе. По родителям Амет-Хана считают своим национальным героем как в Дагестане, так и крымские татары.
По словам дагестанского поэта Расула Гамзатова, на вопрос «Чей же ты?» в беседе с ним Амет-Хан ответил:
Я герой не татарский и не лакский. Я — Герой Советского Союза. А чей сын? Отца с матерью. Разве можно их отделить друг от друга?
В советском паспорте и во всех прочих документах обозначал себя татарином. При рождении получил имя Амет в честь деда. По утверждению историка А. Симонова, правильное написание имени и отчества Героя должно быть таким: Амет Султанович Амет-хан. При поступлении в лётное училище данные на курсанта были записаны по крымскотатарскому обычаю — вначале собственное имя, а затем имя отца. В результате возникла путаница, и имя отца стали считать именем Героя. В итоге сыновья Амет-хана Султана по паспортам значатся как Арслан Султанович Амет-хан и Станислав Султанович Амет-хан (хотя правильно должно быть Арслан Аметович Амет-хан и Станислав Аметович Амет-хан). Амет часто шутил над созвучностью своего имени: «Я сам и хан и султан!»
В 1937 году окончил 7 классов и поступил в железнодорожное фабрично-заводское училище (ФЗУ) в Симферополе. После окончания учёбы в ФЗУ в 1938 году работал слесарем в железнодорожном депо в Симферополе. Одновременно учился в симферопольском аэроклубе, который успешно окончил в 1938 году.
В РККА с февраля 1939 года. В 1940 году, по окончании 1-й Качинской Краснознамённой военной авиационной школы имени А. Ф. Мясникова, в звании младшего лейтенанта, направлен в 122-й иап пилотом. Из 122-го иап направлен младшим лётчиком в 4-й истребительный авиационный полк (Одесский военный округ), дислоцировавшийся под Кишинёвом. Занимал должность командира звена, замкомандира и командира авиаэскадрильи. Летал на самолётах И-15 и И-153. Встретил войну в Молдавии.

### В Великой Отечественной войне
Уже 22 июня 1941 года младший лётчик 4-го истребительного авиационного полка Амет-Хан выполнил несколько боевых вылетов на истребителе И-153 на разведку и штурмовку. Осенью 1941 года прикрывал небо Ростова-на-Дону. Зимой 1942 года полк переучился на «Харрикейны».
С марта 1942 года 4-й истребительный авиационный полк находился в составе ПВО Ярославля. Здесь Амет-Хан одержал первую воздушную победу. 31 мая 1942 года, израсходовав в атаках весь боезапас, он протаранил на «Харрикейне» вражеский бомбардировщик «Юнкерс-88», ударив его левой плоскостью снизу. При ударе «Харрикейн» застрял в загоревшемся «Юнкерсе». Амет-Хану удалось выбраться из кабины и воспользоваться парашютом, приземлившись у деревни Дымокурцы, где в 2015 году установлен памятный знак.
Спустя несколько дней Амет-Хана пригласили в Ярославль, где городской комитет обороны наградил его именными часами и почётной грамотой при большом стечении народа на Советской площади, на которой для всеобщего обозрения был выставлен «Юнкерс». Позже за подвиг, совершённый в небе над Ярославлем, лётчик был награждён орденом Ленина. В 2010 году в Ярославле установлен памятник этим событиям. По словам самого Амет-Хана, он считал, что совершил в атаке ошибку пилотирования, потеряв свой самолёт, хотя многие лётчики выполняли «таран», сажая свой истребитель сверху на вражеский самолёт и разрушая его с помощью шасси: «[Амет-Хан] отчётливо понял свою ошибку: если бы таранил сверху, как делают другие, то, глядишь, приземлился бы на своём самолёте».
Летом 1942 года Амет-Хан воевал под Воронежем на самолёте Як-1, а с августа 1942 года на самолёте Як-7Б участвовал в Сталинградской битве. Здесь он зарекомендовал себя как признанный ас и был включён в состав 9-го гвардейского истребительного авиационного полка, своеобразной сборной советских лётчиков, созданной для противодействия немецким асам. В состав этой группы, кроме него, вошли признанные асы: будущие дважды Герои Советского Союза Владимир Лавриненков, Алексей Рязанов, Иван Степаненко и будущие Герои Советского Союза Иван Борисов и Борис Ерёмин. Под Сталинградом Амет-Хан был сбит и второй раз спасся с помощью парашюта.
В октябре 1942 года Амет-Хан стал командиром 3-й авиаэскадрильи 9-го гвардейского истребительного авиационного полка, в составе которого воевал до конца войны. За тактику атаки противника с высоты командующий 8-й воздушной армией генерал Тимофей Хрюкин разрешил Амет-Хану нарисовать на фюзеляже своего самолёта орла.
После переучивания на «Аэрокобру» участвовал в освобождении Ростова-на-Дону, в ожесточённых воздушных боях на Кубани, в освобождении Таганрога, Мелитополя, Крыма. В январе 1944 года в паре со своим ведомым, Героем Советского Союза Иваном Борисовым, принудил к посадке на свой аэродром немецкий связной самолёт «Шторх». После краткого ознакомления с кабиной незнакомой для него машины он совершил на ней самостоятельный полёт.
Во время отпуска в городе Алупка стал свидетелем депортации крымскотатарского народа 18—20 мая 1944 года. При депортации в присутствии Амет-Хана сотрудниками НКВД был арестован его младший брат Имран, которому вменили обвинение и затем судили военным трибуналом за то, что он являлся членом вспомогательной охранной полиции Schutzmannschaft («Шума»), вовлечённой в военные преступления в концлагере «Красном». Известен также рассказ командира партизанского отряда Николая Дементьева, который был послан для эвакуации семьи Амет-Хана, но семья лётчика отказалась покинуть Крым, после чего партизанский отряд попал в засаду шуцманшафт. Литературная версия драматической встречи Амет-Хана с семьёй в период депортации и известие об аресте Имрана изложены в книге Буты Бутаева, который написал её по личным беседам с самим Амет-Ханом. Литературная версия Буты Бутаева послужила основанием для рассказов, что Амет-Хан смог защитить своих родителей от депортации, что не подтверждается какими-либо документами. На самом деле при депортации не считались семьями крымских татар семьи, где крымская татарка была замужем за представителем другой национальности. Отец Амет-Хана был дагестанцем (лакцем), поэтому семью не депортировали — только Имран ответил за свои действия.
После отдыха летом 1944 года и перехода на новый истребитель Ла-7, Амет-Хан воевал в Восточной Пруссии, участвовал во взятии Берлина.
Последний воздушный бой провёл 29 апреля 1945 года над находящимся в черте Берлина аэродромом «Темпельхоф», сбив «Фокке-Вульф 190».
Всего за время войны совершил 603 боевых вылета (из них 70 — на штурмовку живой силы и техники противника), провёл 150 воздушных боёв, в которых сбил лично 30 и в составе группы 19 самолётов противника.
Звание Героя Советского Союза с вручением ордена Ленина и медали «Золотая Звезда» (№ 1136) командиру эскадрильи 9-го Одесского Краснознамённого гвардейского истребительного авиационного полка капитану Султану Амет-Хану присвоено 24 августа 1943 года. Второй медалью «Золотая Звезда» помощник командира по воздушно-стрелковой службе того же полка (1-я воздушная армия) гвардии майор Амет-Хан награждён 29 июня 1945 года.

### Послевоенная карьера
После окончания войны, по распоряжению Верховного главнокомандующего, все лётчики-асы были направлены на учёбу в академии. С августа 1945 года Амет-Хан — слушатель Военно-воздушной академии в Монине. Но в начале 1946 года лётчик подаёт рапорт, в котором пишет: «Трезво взвешивая уровень своих знаний, не вижу возможности дальнейшей учёбы. Поэтому прошу отчислить меня, так как не уверен, что выдержу пять лет учёбы в академии». Его рапорт был удовлетворён, и в апреле 1946 года майор Амет-Хан Султан был уволен в запас.
Однако лётчик не мог жить без неба и поэтому всеми силами стремился вернуться к лётной профессии. Долгое время это ему не удавалось, Амет-Хан впал в депрессию, злоупотреблял спиртным, начал опускаться. Но благодаря поддержке и помощи боевых друзей в феврале 1947 года Амет-Хан Султан становится лётчиком-испытателем Лётно-исследовательского института в Жуковском.
За короткий срок он выдвинулся в число лучших испытателей. В 1949 году ему присвоен третий класс лётчика-испытателя, в январе 1950 года — второй класс, а уже в сентябре 1952 года Амет-Хан Султан становится лётчиком-испытателем 1-го класса. Он с успехом выполняет самые различные испытания.
В июне 1949 года совместно с И. Шелестом на самолёте Ту-2 проводит первую в стране полностью автоматическую дозаправку в воздухе.
В конце 1949 года Я. И. Верников и Амет-Хан Султан выполняют первый полёт на опытном всепогодном двухместном истребителе-перехватчике ОКБ А. И. Микояна И-320 («Р-2») и в 1949—1950 годах проводят его заводские испытания.
В 1951—1953 годах Амет-Ханом совместно с С. Н. Анохиным, Ф. И. Бурцевым и В. Г. Павловым были проведены полные испытания пилотируемого аналога самолёта-снаряда КС («Комета»). Самолёт-аналог (его называли К) был предназначен для отработки самолёта-снаряда КС типа «воздух-корабль» в пилотируемом режиме. Аналог подвешивался под самолёт Ту-4КС, самолёт-носитель набирал 3000 метров, после чего отцеплял самолёт-аналог. Уже в свободном падении автоматика включала двигатель, и самолёт-снаряд летел на цель. В ходе испытаний по этой теме Амет-Хан выполнил первый полёт К с земли (4 января 1951 года), первый старт с самолёта-носителя (в мае 1951 года) и большое количество полётов с отцепкой от самолёта-носителя. После одной отцепки двигатель самолёта-снаряда сразу не запустился, и только благодаря выдержке Амет-Хана, не покинувшего машину, а продолжавшего попытки запуска двигателя (которые увенчались успехом лишь у самой земли), опытная машина была спасена. За проведение этих испытаний Амет-Хану Султану в 1953 году была присуждена Сталинская премия 2-й степени.
Множество полётов были выполнены Амет-Ханом для отработки систем катапультирования из различных самолётов. 12 ноября 1958 года, во время испытаний катапультного кресла для самолётов Су-7 и Су-9 парашютистом-испытателем В. И. Головиным, на самолёте МиГ-15УТИ произошёл взрыв порохового патрона стреляющего механизма катапульты. Был пробит топливный бак самолёта, обе кабины были залиты горючим, возникла угроза пожара. В. И. Головин не мог покинуть самолёт из-за деформации катапультного кресла. В этой ситуации Амет-Хан Султан принял решение сажать самолёт. Посадка была выполнена безукоризненно, и жизнь товарища была спасена.
В 1956 году вместе с рядом бывших партийных и советских работников Крымской АССР Амет-Хан Султан подписал письмо с просьбой о реабилитации крымских татар, направленное в ЦК КПУ.
23 сентября 1961 года Амет-Хану Султану было присвоено звание «Заслуженный лётчик-испытатель СССР» (номер знака — 38). За время лётной работы он освоил около 100 типов летательных аппаратов, его налёт составил 4237 часов.
Жил в городе Жуковский Московской области.
Погиб 1 февраля 1971 года под Егорьевском (Московская область) при выполнении испытательного полёта на летающей лаборатории Ту-16, предназначенной для испытания нового реактивного двигателя.
Похоронен в Москве на Новодевичьем кладбище.
- Могила Амет-Хана Султана на Новодевичьем кладбище Москвы
- Аллея лётчиков, погибших в 1971 году вместе с Амет-Ханом Султаном, на Быковском кладбище Жуковского
- Бюст Амет-Хана Султана на Аллее Героев в городе Феодосии.

## Список побед
Наиболее известная версия списка побед лётчика была составлена историками авиации Андреем Симоновым и Михаилом Быковым, по которой всего Амет-Ханом было сбито 30 самолётов самостоятельно и 19 в группе за 603 боевых вылетов в 150 воздушных боях.
| Д а т а                                                                       | Противник              | Место падения самолёта или проведения воздушного боя | Свой самолёт |
| 31.05.1942                                                                    | 1 Ю-88 (сбит тараном)  | Ярославль                                            | «Харрикейн»  |
| 06.07.1942                                                                    | 1 Ме-109 (в гр. 1/10)  | Большая Слепуха                                      | «Харрикейн»  |
| 06.07.1942                                                                    | 1 Ме-109 (в гр. 1/11)  | Ивановка                                             | «Харрикейн»  |
| 08.07.1942                                                                    | 4 Ме-109 (в гр. 4/12)  | Калабино — Долгуша — Архангельское                   | «Харрикейн»  |
| 09.07.1942                                                                    | 1 Ме-109 (в гр. 1/6)   | Ольховка                                             | «Харрикейн»  |
| 10.07.1942                                                                    | 1 Ме-109 (в гр. 1/8)   | Замятино                                             | «Харрикейн»  |
| 21.07.1942                                                                    | 1 Ме-109               | Большая Верейка                                      | «Харрикейн»  |
| 21.07.1942                                                                    | 2 Ме-109 (в гр. 2/6)   | Большая Верейка                                      | «Харрикейн»  |
| 21.07.1942                                                                    | 1 «Хе-113» (в гр. 1/6) | Большая Верейка                                      | «Харрикейн»  |
| 23.07.1942                                                                    | 1 Ю-87 (в гр. 1/6)     | севернее Привалы                                     | «Харрикейн»  |
| 23.08.1942                                                                    | 1 Ме-109               | южнее Заплавное                                      | Як-7         |
| 02.09.1942                                                                    | 1 Ме-109               | Красноармейск                                        | Як-7         |
| 03.09.1942                                                                    | 1 Ме-109               | Демидово                                             | Як-7         |
| 07.09.1942                                                                    | 1 Ме-109               | Акатовка                                             | Як-7         |
| 08.09.1942                                                                    | 1 Ме-109 (в паре)      | Грачи                                                | Як-7         |
| 09.09.1942                                                                    | 1 Ю-88 (в гр. 1/6)     | Садовая                                              | Як-7         |
| 11.09.1942                                                                    | 1 Ю-88 (в гр. 1/7)     | Сталинград                                           | Як-7         |
| 14.09.1942                                                                    | 1 ФВ-189 (в паре)      | Акатовка                                             | Як-7         |
| 14.09.1942                                                                    | 1 Ю-88 (в гр. 1/9)     | северная окраина Сталинград                          | Як-7         |
| 14.09.1942                                                                    | 1 Ме-109 (в гр. 1/9)   | южная окраина Сталинград                             | Як-7         |
| 15.09.1942                                                                    | 1 Ме-109 (в гр. 1/6)   | Рыбзавод (Сталинград)                                | Як-7         |
| 15.09.1942                                                                    | 1 Ме-109               | Рынок (Сталинград)                                   | Як-7         |
| 13.12.1942                                                                    | 1 Хе-111               | Бузиновка — Петровский                               | Як-1         |
| 21.03.1943                                                                    | 1 Ме-109               | Батайск                                              | Як-1         |
| 25.03.1943                                                                    | 1 Ю-87                 | южнее Койсуг                                         | Як-1         |
| 25.03.1943                                                                    | 1 Ме-109               | южнее аэродром Батайск                               | Як-1         |
| 22.07.1943                                                                    | 1 Хе-111               | севернее Мариновка                                   | Як-1         |
| 24.07.1943                                                                    | 1 Хе-111               | Куйбышево — Дмитриевка                               | Як-1         |
| 20.08.1943                                                                    | 2 Ю-87                 | Калиновка                                            | «Аэрокобра»  |
| 21.08.1943                                                                    | 1 Ю-88                 | Успенская                                            | «Аэрокобра»  |
| 21.08.1943                                                                    | 1 Хе-111               | северо-восточнее Успенская                           | «Аэрокобра»  |
| 02.10.1943                                                                    | 1 Ю-88                 | Ворошиловка                                          | «Аэрокобра»  |
| 06.10.1943                                                                    | 1 Ме-109               | Большой Токмак                                       | «Аэрокобра»  |
| 10.10.1943                                                                    | 1 Ю-87                 | Пришиб                                               | «Аэрокобра»  |
| 08.02.1944                                                                    | 1 Ю-88                 | западнее Берислав                                    | «Аэрокобра»  |
| 13.03.1944                                                                    | 1 Ме-109               | северо-восточнее Очаков                              | «Аэрокобра»  |
| 22.03.1944                                                                    | 1 Ю-52                 | восточнее Александровка                              | «Аэрокобра»  |
| 24.04.1944                                                                    | 1 ФВ-190               | южнее мыс Херсонес                                   | «Аэрокобра»  |
| 14.01.1945                                                                    | 1 ФВ-190               | восточнее Гумбиннен                                  | Ла-7         |
| 16.01.1945                                                                    | 2 ФВ-190               | Гумбиннен                                            | Ла-7         |
| 18.01.1945                                                                    | 1 ФВ-190               | Гумбиннен                                            | Ла-7         |
| 13.04.1945                                                                    | 1 Ме-109               | Гросс-Хюбникен                                       | Ла-7         |
| 29.04.1945                                                                    | 1 ФВ-190               | аэродром Темпельхоф (Берлин)                         | Ла-7         |
| Всего сбитых самолётов — 30 + 19; боевых вылетов — 603; воздушных боёв — 150. |                        |                                                      |              |

## Награды
Советские государственные награды и звания:
- медаль «Золотая Звезда» Героя Советского Союза (№ 1136, 24 августа 1943[38], № 66, 29 июня 1945[5]);
- ордена Ленина (23 октября 1942[39], 14 февраля 1943[40], 24 августа 1943);
- ордена Красного Знамени (31 июля 1942[41], 13 октября 1943[42], 20 апреля 1945[43], 3 февраля 1953);
- орден Александра Невского (7 апреля 1944)[44];
- орден Отечественной войны I степени (20 января 1945);
- орден Красной Звезды (5 ноября 1941)[45];
- орден «Знак Почёта» (31 июля 1961)[46];
- медали.
- Почётный крымчанин (26 апреля 2000, посмертно)[47]
- Почётный гражданин города Алупка (2010, посмертно)[6].
- Знак «За заслуги перед крымскотатарским народом» (2016)[48].

## Семья
- Отец: Султан Аметхан.
- Дед (по матери): Бекир Садла.
- Мать: Насибе.
- Сестра: Фатма, дожила до четырёх лет.
- Брат: Имран. Во время немецкой оккупации Крыма сотрудничал с немцами, служил во вспомогательной полиции. После окончания войны арестован органами НКВД[49].
- Жена: Фаина Максимовна (в девичестве — Данильченко)[50].
- Дети: Станислав, Арслан.
- Внучка: Вероника (дочь Станислава).

## Память

### Памятные знаки
Бронзовые бюсты лётчика установлены в его родном городе Алупка, в Махачкале (на проспекте, носящем его имя и напротив здания аэровокзала) и в ауле Цовкра.
В 2007 году в Феодосии на Аллее Героев установлен бюст лётчика.
В 2010 году в Ярославле на проспекте Авиаторов был установлен памятник лётчику.
В 2015 году памятный знак Амет-хану Султану был открыт в деревне Дымокурцы под Ярославлем на месте его приземления.
8 мая 2015 года открыт памятник в районном центре Кулинского района Дагестана — селе Вачи.
Его именем названы: площадь в Симферополе, улицы в Алупке, Судаке, Волгограде, Жуковском, Каспийске, Мелитополе, Ростове-на-Дону, Казани и ряде других городов, посёлков и сёл; микрорайон в Саках, проспект в Махачкале. Также его именем названы аэроклуб в Симферополе; горный пик в Дагестане; аэропорт Махачкалы; малая планета (6278) Амет-Хан, платформа на 34-м километре линии Остряково — Евпатория; лицей-школа № 8 города Каспийска, школа № 27 г. Махачкала и школа села Новокули Республики Дагестан.
На здании Симферопольского железнодорожного вокзала Амет-Хану установлена мемориальная доска.
Мемориальная доска памяти Амет-хана Султана установлена в г. Жуковском на д. 1 по улице его имени
В 2015 году Верховная рада Украины приняла постановление о присвоении имени Амет-Хана Султана расположенному в Крыму и контролируемому Россией аэропорту «Симферополь». Руководство аэропорта по этому поводу заявило, что оно руководствуется нормативными актами Российской Федерации и реагировать на данное постановление не видит смысла. В Государственной думе России также заявили, что данное решение не имеет для России никакой юридической силы.
В октябре 2015 года на здании штаба 4-й армии ВВС и ПВО Южного военного округа в Ростове-на-Дону открыта мемориальная доска.
Законом Республики Дагестан от 8 февраля 2016 года № 7, была учреждена государственная награда Республики Дагестан — медаль имени Амет-Хана Султана.
В 2022 году Банком России в рамках серии «Герои Великой Отечественной войны 1941—1945 гг.» выпущена серебряная монета номиналом 2 рубля, посвященная Амет-Хану Султану.
- Бюст Амет-Хана Султана на улице его имени в Алупке
- Улица Амет-Хана в Алупке
- Бюст Амет-Хана Султана на Аллее Героев в Феодосии
- Памятник в Махачкалинском аэропорту
- Бюст Амет-Хана Султана в Киеве на Аллее Воинской Славы
- Мемориальная доска в Ростове-на-Дону
- Мемориальная доска в Симферополе
- Мемориальная доска в Жуковском Московской области
- Монета Банка России. 2022 год, серебро.

### Музей Амет-Хана Султана
С 1993 года в Алупке существует Музей дважды Героя Советского Союза Амет-Хана Султана (с 2001 года — отдел Крымскотатарского музея искусств), в котором работает постоянно действующая экспозиция, посвящённая жизни, пути и лётно-испытательной деятельности советского лётчика, а также его семье и боевым соратникам. Здесь представлены воспоминания участников Великой Отечественной войны, коллег и соратников по лётно-испытательной работе, фотографии, архивные документы, письма, книги, личные вещи и награды Амет-Хана Султана, лётное обмундирование и др. Среди экспонатов представлены макеты самолётов времён Великой Отечественной войны, а также послевоенного периода как военной, так и гражданской авиации. На открытой площадке рядом с музеем размещены макет самолёта Ла-5, подаренный после съёмок художественного фильма «Хайтарма», и КС-1.
- Фрагмент экспозиции Музея дважды Героя Советского Союза Амет-Хана Султана в Алупке
- Макет Ла-5 на открытой площадке музея

## В искусстве
- «Сталинский ас» — стихотворение крымчакского поэта, гвардии майора Я. И. Чапичева[63].
- «Вспоминая Амет-Хана» 137/106 х м 1975 год Заслуженный деятель искусств УзССР художник Эминов Кязим (1928—1976) работа не закончена.

- «Ай-Петри помнит…» (памяти Аметхана) 230/80 х м 2012 год Заслуженный художник АРК Эминов Рустем (1950).

- Амет-Хан Султан — главный герой снятого в 2013 году художественного фильма «Хайтарма» («Возвращение»)[64] (режиссёр и исполнитель главной роли — Ахтем Сейтаблаев).

## Комментарии
1. ↑  В различных источниках есть разночтения по его имени:

  - согласно советским документам военного времени (наградным листам), фамилия — Амет-Хан, имя — Султан, отчества нет;
  - согласно крымскотатарскому обычаю пишется слитно Аметхан Султан, без отчества и фамилии;
  - он сам себя, его родственники и коллеги называют его по имени Амет; Султан — имя его отца;
  - в соответствии со свидетельством о рождении — Амет Султанович Амет-хан.
2. ↑  Часто говорится о присвоении не существовавшего тогда звания Почётного гражданина города Ярославля. По некоторым сведениям, выставленный «юнкерс» был не тем, который сбил Амет-Хан Султан
3. ↑  Решением Российской академии наук от 10 сентября 2007 года.

## Документальные фильмы
- Наш друг Амет-хан Султан. Сценарий Я. Аранович, И. Шелест. Лётно-исследовательский институт имени М. М. Громова (1971).
- Герой Советского Союза Амет Хан Султан. Автор сценария Андрей Симонов, режиссёр Алексей Поляков. Студия «Крылья России» (2011). — Документальный фильм из сериала «Дороже золота». Дата обращения: 15 мая 2015.
- Амет-Хан. Автор сценария и режиссёр Сейран Тевфиков (2013).
- Амет-Хан Султан. Гроза "мессеров". Автор сценария Владислав Арясов, режиссёры Игорь Волосецкий, Виктор Ющенко. Голд-Медиум (2015). Дата обращения: 7 апреля 2015.
- "Воздушный лев Амет-Хан". телеканал "Звезда" (2015).
- "Орлы умирают в небе". К 100-летию со Дня рождения дважды Героя Советского Союза летчика-истребителя Амет-Хана Султана. Продюсер Одиссей Пипия. «Таврида Фильм» (2020).